# Alum-(Na)
L'alum-(Na) è un minerale facente parte del gruppo dell'allume.